# Heinz Hoffmann
Karl-Heinz Hoffmann (Mannheim, 28 de novembre de 1910 - Strausberg, 2 de desembre de 1985) va ser un polític i militar alemany, oficial de l'Exèrcit Popular Nacional i també Ministre de Defensa de la República Democràtica Alemanya (RDA).

## Biografia

### Joventut i primers anys
Hoffmann va néixer a Mannheim-Neckarau, en el si d'una família obrera. Després d'assistir a l'escola, entre 1925 i 1930 va estar com a aprenenta en la Motoren Werke Mannheim AG. Afiliat inicialment a la Lliga de Joves Comunistes, el 1930 es va afiliar al Partit Comunista d'Alemanya (KPD), participant en nombroses protestes i vagues.
Després que els nazis prenguessin el poder el 1933, va haver de fugir d'Alemanya i es va exiliar a Suïssa o Txecoslovàquia, instal·lant-se finalment en la Unió Soviètica. Una vegada allí, va assistir a l'Escola Leninista de Moscou i va coincidir amb altres comunistes alemanys també exiliats.

### Guerra civil espanyola
Durant alguns mesos de 1936 i 1937 va assistir a Riazan a un curs militar organitzat per l'Acadèmia Militar Frunze, com a preparació per a lluitar forces republicanes en la Guerra civil espanyola. En graduar-se va rebre el rang de tinent. Entre 1937 i 1938 va servir en la XI Brigada Internacional, que estava format principalment per comunistes alemanys.
Sota el pseudònim de "Heinz Roth" va ser comissari d'una bateria al Batalló Hans Beimler, i més tard prendria el comandament del Batalló després que el comandant de la unitat resultés ferit. Durant la batalla de Brunete ell mateix resultaria greument ferit a les cames i l'abdomen durant els combats al sud de Quijorna. Hoffmann va haver de ser hospitalitzat a Madrid per uns mesos, i més tard es va traslladar a una clínica a la ciutat francesa d'Eaubone, on es va acabar de recuperar entre 1938 i 1939. A partir d'abril 1939 es va tornar a traslladar a la Unió Soviètica, on va continuar recuperant-se de les seves lesions.
Durant la Segona guerra mundial va romandre en la Unió Soviètica, rebent entrenament militar o treballant com a traductor per a la NKVD.

### A l'Alemanya Oriental

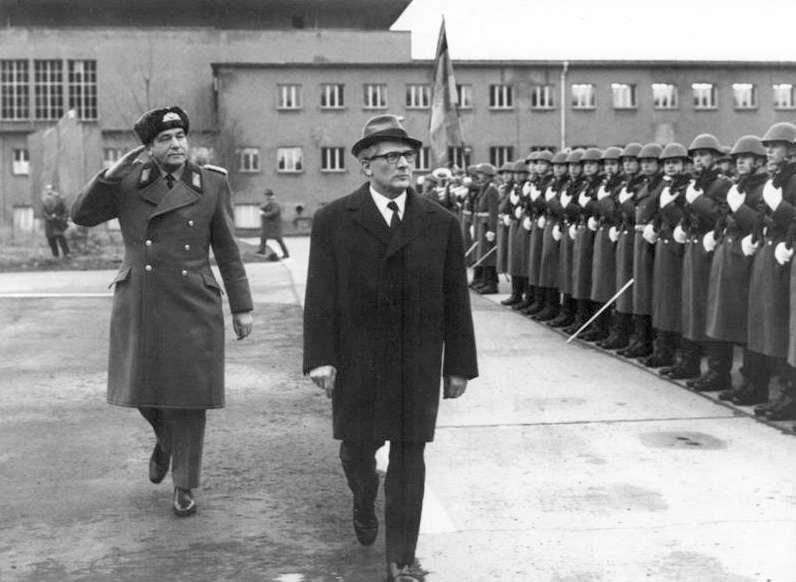
Hoffmann i Erich Honecker passen revista a les tropes (1972).

Després del final de la contesa, el gener de 1946 va tornar a Berlín i es va instal·lar en la zona d'ocupació soviètica (SBZ). Al principi va formar part del personal de Wilhelm Pieck, i més tard va estar treballant amb Walter Ulbricht, afiliant-se al nou Partit Socialista Unificat d'Alemanya (SET). Després de la creació de la República Democràtica Alemanya (RDA), Hoffmann es va centrar en la creació d'unes forces armades per al nou estat. El 1949 va ser nomenat Inspector general de la "Volkspolizei" (VP).
Després de la creació de la Policia Popular Aquarterada (KVP), entre 1952 i 1955 va exercir el comandament d'aquesta força paramilitar. Algun temps després, la KVP s'acabaria convertint en la base per a la formació de l'Exèrcit Popular Nacional (NVA), que es configuraria com les forces armades de l'Alemanya oriental. Amb el seu nomenament com a cap de la KVP, Hoffmann va obtenir el rang de Tinent general al juliol de 1952 i a l'octubre d'aquest any va ser ascendit a Coronel general. Entre 1955 i 1957 va estar en la Unió Soviètica, assistint a un curs a l'Escola d'Estat Major "General Voroshilov".
A la seva tornada a l'Alemanya oriental va ocupar diversos llocs en les Forces armades, fins que el 1960 va ser nomenat Ministre de Defensa de la RDA. A l'any següent va ser ascendit al rang de General de l'Exèrcit (Armeegeneral). Amb el seu nomenament com a Ministre, automàticament va passar a ser membre del Consell de Defensa Nacional. Poc després de la seva arribada al ministeri va haver de fer front a la crisi del Mur de Berlín, a l'agost de 1961.
Des de 1950 fins a la seva defunció va ser membre del parlament de l'Alemanya oriental o "Volkskammer". Dins del SET també va ocupar importants llocs, sent membre del seu Comitè Central des de 1952. Des de 1973 també va ser membre del Politburó del Comitè Central de SED.